# Varredura de Graham

Uma demonstração da varredura de Graham para encontrar um casco convexo 2D

A varredura de Graham é um método de encontrar o casco convexo de um conjunto finito de pontos no plano com complexidade de tempo O(n log n). Ele recebeu esse nome em homenagem a Ronald Graham, que publicou o algoritmo original em 1972. O algoritmo encontra todos os vértices do casco convexo ordenados ao longo de sua fronteira. Ele usa uma pilha para detectar e remover concavidades na fronteira de forma eficiente.

## Robustez numérica
A robustez numérica é um problema a ser tratado em algoritmos que usam aritmética computacional de ponto flutuante de precisão finita. Um artigo de 2004 analisou uma estratégia incremental simples, que pode ser usada, em particular, para uma implementação da varredura de Graham. O objetivo declarado do artigo não era analisar especificamente o algoritmo, mas sim fornecer um exemplo de livro didático do que e como pode falhar devido a computações de ponto flutuante em geometria computacional. Mais tarde, D. Jiang e N. F. Stewart elaboraram sobre isso e, usando a análise de erro reverso, chegaram a duas conclusões principais. A primeira é que o casco convexo é um problema bem condicionado e, portanto, pode-se esperar algoritmos que produzam uma resposta dentro de uma margem de erro razoável. Em segundo lugar, eles demonstram que uma modificação da varredura de Graham que eles chamam de Graham-Fortune (incorporando ideias de Steven Fortune para estabilidade numérica) supera os problemas de precisão finita e dados inexatos "na medida em que for possível fazê-lo".